# 포가튼: 잊혀진 소녀
포가튼: 잊혀진 소녀(Du hast es versprochen)는 2012년 공개된 독일의 미스터리 스릴러 영화이다.

## 줄거리
외딴 섬, 눈 덮인 숲... 그 곳에서 25년 전 사라진 소녀가 들려주는 잔혹하고 슬픈 이야기가 시작된다!
어린 시절, 영원한 우정을 맹세했던 한나와 클라리사. 매년 여름마다 가족 휴가를 외딴 섬에서 함께 보냈던 두 친구는 아홉 번째 생일 직후 갑자기 소식이 끊겨버렸다. 이제 30대 중반이 되어 의사가 된 한나는 수면제 과다 복용으로 응급실에 실려온 클라리사를 우연히 만난다. 한나와 클라리사는 오랜만에 우정을 되새길 겸 예전의 그 섬으로 여행을 떠나기로 하고, 한나의 딸 레아와 함께 셋이서 들뜬 마음으로 섬에 도착한다. 그러나 섬에 가면서부터 한나 앞에 한 소녀의 모습이 자꾸 나타나기 시작하자, 한나는 숲 속 깊은 동굴에 얽힌 무서운 전설을 기억해낸다. 어릴 적 친구였던 마리아가 25년 전 실종되었다는 사실을 알게 되면서 한나는 과거를 기억해내려고 애쓰지만, 잊혀진 퍼즐 조각을 맞추어 갈수록 오싹한 기운이 섬 전체를 뒤덮기 시작한다. 상상을 초월한 섬뜩한 진실이 윤곽을 드러내기 시작하면서 한나와 클라리사, 레아에게는 벗어날 수 없는 공포와 위협이 서서히 다가오기 시작하는데…

## 배역
- 한나 역 - 미나 탄더 (Mina Tander)
- 클라리사 역 - 라우라 데 보어 (Laura de Boer)
- 가브리엘라 역 - 카타리나 탈바흐 (Katharina Thalbach)
- 마르쿠스 역 - 막스 리멜트 (Max Riemelt)
- 요하네스 역 - 클레멘스 쉬크 (Clemens Schick)
- 팀 역 - 토마스 사르바쳐 (Thomas Sarbacher)